# Ekängen, Nacka kommun

Ekängen är ett område norr om Saltsjö-Duvnäs i mellersta delen av Nacka kommun i Stockholms län.
Stora delar av Ekängen byggdes på 1940-talet med små enfamiljsvillor.